# Soukhoï S-70 Okhotnik-B
Le Soukhoï S-70 Okhotnik-B (en russe : С-70 Охотник, « chasseur »,) est un drone de combat lourd furtif russe développé par Soukhoï et MiG. Il se base sur le projet de drone Mikoyan-Gourevitch Skat et reprend certaines technologies développées pour le chasseur Soukhoï Su-57,.

## Développement
Le projet ayant donné naissance à l’Okhotnik remonte à 2011, avec la sélection par le ministère russe de la Défense de Soukhoï pour assurer la direction d’un programme de drone lourd de reconnaissance et d’attaque,. Ce nouveau drone est développé conjointement par Mikoyan-Gourevitch et Soukhoï, sur la base des données issues du programme MiG Skat. Les travaux sont réalisés à Novossibirsk par la NAPO, filiale de Soukhoï. Le drone est qualifié de « véhicule aérien sans pilote de sixième génération ».
Une première maquette destinée aux essais au sol est réalisée en 2014. Le prototype du drone est révélé au public pour la première fois en juillet 2017, ce qui fait connaître sa configuration en aile volante.
En novembre 2018, le S-70 réalise sur la piste de l’usine NAPO une première série de tests de roulage en mode entièrement autonome, comprenant des tests de prise de vitesse et d’arrêt, lors desquels il a atteint une vitesse maximale de 200 km/h,.
Le 18 janvier 2019, le troisième prototype fonctionnel du Su-57 (n° 053) est repéré portant une nouvelle peinture de camouflage, ainsi qu’un marquage figurant la silhouette d’un Okhotnik, et un autre marquage sur la queue figurant un drone volant en formation avec un Su-57, les deux étant reliés par un éclair, symbole de connexion électronique et de partage de données. Selon des responsables russes, ce Su-57 sert de laboratoire volant pour l’avionique de l’Okhotnik. Le 24 janvier 2019, le premier prototype apte au vol du S-70 est aperçu lorsqu’il est remorqué hors de l’usine NAPO.
Fin mai 2019, l’Okhotnik effectue une nouvelle série de tests, au cours desquels il effectue de brefs envols de quelques mètres au-dessus d’une piste de l’usine NAPO.
Le premier vol du S-70 Okhotnik-B a lieu le 3 août 2019. Le drone évolue pendant environ 20 minutes à une altitude de 600 mètres au-dessus du centre d’essais en vol Chkalov à Akhtubinsk, dont il effectue plusieurs fois le tour. Le ministère de la Défense publie une vidéo de ce premier vol le 7 août,.
Le 27 septembre 2019, le ministère de la Défense publie une nouvelle vidéo, présentant le premier vol du S-70 Okhotnik aux côtés du Su-57. D’après celle-ci, le drone aurait fonctionné de manière autonome, et volé pendant plus de 30 minutes en interagissant avec le Su-57, en testant les possibilités d’extension de la portée du radar du chasseur dans le cadre d’emploi de missiles à longue portée tirés hors de portée de la défense aérienne ennemie.

## Conception

### Aspects techniques
Sa masse s’élève à environ 20 tonnes, pour une envergure d’environ 14 mètres. La propulsion est assurée par un unique turboréacteur Saturn AL-31F, qui peut être soit la version utilisée sur le Soukhoï Su-27, soit la version AL-41F installée sur les Su-35S et Su-57. Si la tuyère du premier prototype est conventionnelle, ce qui s’oppose à sa furtivité, de futures  améliorations incluant une tuyère et une entrée d’air améliorées sont envisagées, et figurent sur la maquette présentée lors du salon international aérospatial de Moscou 2019. De fait, un nouveau prototype du S-70, effectivement équipé d’une nouvelle entrée d’air dorsale et d’une tuyère redessinée de sorte à accroître la furtivité contre les détecteurs aussi bien radar qu’infrarouge, effectue ses premiers roulages à Novossibirsk début décembre 2021.
La vitesse maximale du drone est estimée proche de 1 000 km/h, ses armements étant intégralement transportés en soute.

### Missions
Pour les analystes de défense occidentaux, l’Okhotnik apparaît d’abord comme un drône destiné à des missions d’attaque au sol, conçu pour remplir le rôle de « loyal wingman » auprès du Su-57, de façon similaire au Kratos XQ-58A Valkyrie, ou d’assurer des missions déportées de bombardement en profondeur sans mettre en danger la vie d’un pilote, comme le Dassault nEUROn ; des types de missions qui correspondent à la doctrine d’emploi des drones dans les armées de l’OTAN. Cette capacité est illustrée en janvier 2021 par l’annonce d’essais de largage de bombes non-guidées, confirmant la capacité de l’appareil d’anéantir des cibles au sol dotées d’une mobilité limitée.
Toutefois, l’annonce faite en septembre 2019 par l’état-major général des forces armées de la fédération de Russie que le S-70 serait amené à remplacer le MiG-29 au sein de la VVS, puis l’annonce le 2 décembre 2020 par l’agence RIA Novosti du succès d’une série d’essais ayant vu le drone abattre des cibles à l’aide de missiles air-air — la décision d’abattre celles-ci étant prise par le pilote du Su-57 — laisse entendre que la doctrine d’emploi russe pourrait être différente. Dans cette optique, le S-70 Okhotnik apparaît plutôt comme un chasseur léger non-piloté que comme un drone au sens occidental du terme. Sa doctrine d’emploi pourrait être de permettre d’assurer la supériorité aérienne aux forces aériennes russes, en l’envoyant détruire des cibles à forte valeur ajoutée telles que les avions de détection et de commandement ou les avions-citernes ennemis. Il pourrait également être employé pour des missions d’interception, attaquant les appareils ennemis avant qu’ils ne s’approchent de la zone à défendre, sans engager d’appareil piloté à portée de l’ennemi. Par ailleurs, ses importantes capacités d’emport d’armement, de près de deux tonnes en soute, pourraient également lui permettre d’emporter des armes hypersoniques, comme des versions réduites du Kh-47 Kinjal ou 3M22 Tsirkon en cours de développement, ce qui lui donnerait la possibilité d‘effectuer des missions stratégiques. Fin 2020, le S-70 Okhotnik-B apparaît donc comme un projet beaucoup plus polyvalent que les drones de combat occidentaux,.

## Accident
Le 5 octobre 2024, durant la guerre russo-ukrainienne, un Soukhoï S-70 Okhotnik a été abattu par un avion de chasse avec un missile air-air à une quinzaine de kilomètres derrière les lignes de front ukrainiennes à Kostiantynivka. Cette manœuvre a été peut-être effectuée par les Russes à la suite de la perte de contrôle du drone dans l'espoir qu'il ne tombe dans les mains ukrainiennes (ce qui ne s'est pas produit, sa chute ayant eu lieu sur le territoire sous contrôle ukrainien).

### Aéronefs comparables
- General Atomics Avenger
- Boeing X-45
- Northrop Grumman X-47B
- Boeing Phantom Ray
- Lockheed Martin RQ-170 Sentinel
- Kratos XQ-58A Valkyrie
- Dassault nEUROn
- BAE Systems Taranis